# ماركو بياتسا
ماركو بياتسا (كرواتية: Marko Pjaca؛ مواليد 6 مايو 1995) هو لاعب كرة قدم كرواتي يلعب حاليًا مع نادي جنوي الإيطالي و‌المنتخب الكرواتي كجناح. كان أول ظهور دولي له يوم 4 سبتمبر 2014، بعد أن حل بديلاً عن ماتيو كوفاتشيتش في آخر 12 دقيقة من ودية انتهت بالفوز 2–0 على قبرص على ملعب ألدو دروسينا في بولا.

## مسيرته الكروية
لعب ماركو بياتسا خلال مسيرته الاحترافية مع 6 أندية في أحد عشر موسمًا وسجل خلالها 32 هدفًا ضمن 153 مباراة. حيث فاز في أربعة مواسم بالكأس وفي أربعة مواسم بالدوري.
خاض ماركو بياتسا مسيرته مع نادي لوكوموتيفا في موسم 2011–12 واستمر معه طيلة ثلاثة مواسم، مشاركًا في 49 مباراة سجل خلالها 9 أهداف. ثم انتقل إلى نادي دينامو زغرب في موسم 2014–15 ولمدة موسمين، حيث شارك في 60 مباراة سجل خلالها 19 هدفًا. لينتقل بعدها إلى نادي يوفنتوس في موسم 2016–17 واستمر معه طيلة ثلاثة مواسم، مشاركًا في 14 مباراة ولم يسجل أي هدف. ثم انتقل إلى نادي شالكه 04 في موسم 2017–18 لمدة موسم واحد، مشاركًا في 7 مباريات سجل خلالها هدفين. هذا وانتقل لاحقًا إلى نادي فيورنتينا في موسم 2018–19 لمدة موسم واحد، مشاركًا في 19 مباراة سجل خلالها هدفًا واحدًا. ثم انتقل بعدها إلى نادي رويال أندرلخت في موسم 2019–20 لمدة موسم واحد، مشاركًا في 4 مباريات سجل خلالها هدفًا واحدًا أيضًا.ثُم انتقل معارا الي نادي جنوي الإيطالي.

## روابط خارجية
- ماركو بياتسا على موقع الاتحاد الدولي (مؤرشف)  (الإنجليزية)
- ماركو بياتسا على موقع الاتحاد الأوربي (الإنجليزية)
- ماركو بياتسا على موقع اتحاد كرواتيا (الكرواتية)
- ماركو بياتسا على موقع قاعدة بيانات كرة القدم.إي يو (الإنجليزية)
- ماركو بياتسا على موقع ناشيونال فوتبول تيمز (الإنجليزية)
- ماركو بياتسا على موقع Soccerway.com (الإنجليزية)
- ماركو بياتسا على موقع عالم كرة القدم.نت (الإنجليزية)
- ماركو بياتسا على موقع AS.com (الإسبانية)